# Tommaso Imperato
Tommaso Imperato (1596 – 7 de Outubro de 1656) foi um prelado católico romano que serviu como bispo de Vico Equense de 1647 a 1656.

## Biografia
Tommaso Imperato nasceu em 1596 em Nápoles, na Itália. No dia 27 de Maio de 1647, foi nomeado durante o papado de Inocêncio X como Bispo de Vico Equense. A 2 de Junho de 1647, foi consagrado bispo por Pier Luigi Carafa, Cardeal-Sacerdote de Santi Silvestro e Martino ai Monti, com Ranuccio Scotti Douglas, Bispo de Borgo San Donnino, e Alessandro Vittrici, Bispo de Alatri, servindo como co-consagradores. Serviu como Bispo de Vico Equense até à sua morte, no dia 7 de Outubro de 1656.